# 1960年の相撲
1960年の相撲（1960ねんのすもう）は、1960年の相撲関係のできごとについて述べる。

## 大相撲

### できごと
- 1月、初場所、蔵前国技館で15日間。大鵬が新入幕し初日から11連勝、12日目に小結柏戸に敗れる。元大関三根山引退、熊ヶ谷襲名。この場所の番付から若者頭、世話人、呼出の名が除かれ、勝負検査役が番付面の中央に、取締、理事は最下段に改められる。立行司庄之助には正直が、伊之助には鬼一郎が昇格。行司定年制実施。行司定員制実施。十両格以上25名を19名に減員。副立行司を廃止、立行司2名、三役3名、幕内7名、十両7名とする。決まり手を70手と制定。
- 2月、初場所優勝の横綱栃錦がエールフランスの招待で渡欧。
- 3月、春場所、大阪府立体育会館で15日間。この場所、横綱若乃花と横綱栃錦が史上初の千秋楽全勝対決を行う。
- 5月、夏場所、蔵前国技館で15日間。初日から連敗した横綱栃錦は3日目に引退を発表、年寄春日野となる。13日目、昭和天皇と香淳皇后が初の観戦。
- 7月、名古屋場所、金山体育館で15日間。場所後の番付編成会議で柏戸の大関昇進決定。
- 9月、秋場所、蔵前国技館で15日間。大鵬が20歳3ヶ月で新関脇。
- 10月、大阪準本場所15日間、北葉山優勝。栃錦引退相撲。
- 11月、九州場所、福岡スポーツセンターで15日間。場所後の番付編成会議で大鵬の大関昇進決定。出羽海前理事長が福岡で死去。
- 12月、出羽海前理事長の協会葬。出羽海部屋の後継者として武蔵川取締（元前頭筆頭出羽ノ花）が出羽海を襲名。蔵前国技館で相撲協会の財団法人35周年記念式典。

### 本場所
- 一月場所（蔵前国技館、10～24日）
幕内最高優勝 : 栃錦清隆（14勝1敗,10回目）
  - 殊勲賞-北の洋、敢闘賞-大鵬、技能賞-柏戸

十両優勝 : 八染茂雄（12勝3敗）
- 三月場所（大阪府立体育会館 6～20日）
幕内最高優勝 : 若乃花幹士（15戦全勝,8回目）
  - 殊勲賞-柏戸、敢闘賞-北葉山、技能賞-北の洋

十両優勝 : 双ツ龍徳義（12勝3敗）
- 五月場所（蔵前国技館、8～22日）
幕内最高優勝 : 　若三杉彰晃（14勝1敗,1回目）
  - 殊勲賞-若三杉、敢闘賞-大鵬、技能賞-柏戸

十両優勝 : 開隆山勘之亟（12勝3敗）
- 七月場所（金山体育館、6月26～7月10日）
幕内最高優勝 : 若乃花幹士（13勝2敗、9回目）
  - 殊勲賞-柏戸、敢闘賞-岩風、技能賞-柏戸

十両優勝 : 花田茂廣（14勝1敗）
- 九月場所（蔵前国技館、11～25日）
幕内最高優勝 : 若乃花幹士（13勝2敗,10回目）
  - 殊勲賞-小城ノ花、敢闘賞-北葉山、技能賞-大鵬

十両優勝 : 荒岐山正（12勝3敗）
- 十一月場所（福岡スポーツセンター、13～27日）
幕内最高優勝 : 大鵬幸喜（13勝2敗,1回目）
  - 殊勲賞-房錦、敢闘賞-羽黒花、技能賞-栃ノ海

十両優勝 : 若駒健三（12勝3敗）

## 誕生
- 1月19日 - 次郎（元・立呼出、所属：三保ヶ関部屋→春日野部屋）
- 1月22日 - 輪鵬和久（最高位：十両11枚目、所属：花籠部屋→放駒部屋）
- 4月6日 - 桧山剛志（最高位：十両12枚目、所属：伊勢ヶ濱部屋）
- 7月6日 - 旭富士正也（第63代横綱、所属：大島部屋、年寄：宮城野）[1][2]
- 7月22日 - 床鶴（元・特等床山、所属：君ヶ濱部屋→井筒部屋→陸奥部屋→音羽山部屋）
- 7月26日 - 立富士祐司（最高位：十両11枚目、所属：立浪部屋）
- 7月29日 - 恵那櫻徹（最高位：前頭筆頭、所属：押尾川部屋）[3]
- 8月8日 - 北天佑勝彦（最高位：大関、所属：三保ヶ関部屋、+ 2006年【平成18年】）[4]
- 8月20日 - 藤ノ川祐兒（最高位：前頭3枚目、所属：伊勢ノ海部屋、+ 2025年【令和7年】）[5][6]
- 9月16日 - 大鷹雅規（最高位：十両4枚目、所属：大鵬部屋）
- 9月30日 - 大竜忠博（最高位：十両4枚目、所属：大鵬部屋、年寄：大嶽）[7]
- 10月20日 - 清王洋好造（最高位：十両9枚目、所属：伊勢ヶ濱部屋、+ 2003年【平成15年】）
- 10月27日 - 床中（特等床山、所属：押尾川部屋→錦戸部屋）
- 11月6日 - 富士乃真司（最高位：前頭筆頭、所属：九重部屋、年寄：陣幕）[8]
- 12月6日 - 花乃湖健（最高位：小結、所属：花籠部屋→放駒部屋）[5]
- 12月6日 - 琴椿克之（最高位：前頭3枚目、所属：佐渡ヶ嶽部屋、年寄：白玉）[9]
- 12月9日 - 床辰（特等床山、所属：立浪部屋）
- 12月27日 - 6代木村玉治郎（元・三役格行司、所属：立浪部屋）[10]

## 死去
- 2月22日 - 朝響信親（最高位：前頭2枚目、所属：佐ノ山部屋→高砂部屋、年寄：佐ノ山、* 1897年【明治30年】）[11]
- 3月1日 - 錦洋与三郎（最高位：関脇、所属：井筒部屋、* 1900年【明治33年】）[12]
- 3月26日 - 土州山役太郎（最高位：前頭筆頭、所属：友綱部屋、年寄：二子山、* 1888年【明治21年】）[13]
- 5月25日 -  高ノ花武也（最高位：前頭8枚目、所属：出羽海部屋、* 1902年【明治35年】）[14]
- 8月10日 - 両國勇治郎（最高位：関脇、所属：入間川部屋→出羽海部屋、年寄：武隈、* 1892年【明治25年】）[15]
- 11月28日 - 常ノ花寛市（第32代横綱、所属：出羽海部屋、年寄：出羽海、第2代日本相撲協会理事長、* 1896年【明治29年】）[16]

## その他
楽曲
- 「若い元気なお相撲さん」作詞:松井由利夫、作曲:飯田景応、歌:藤島桓夫（シングル「月の法善寺横町」B面）